# Шпак-малюк довгохвостий
Шпак-малю́к довгохвостий (Aplonis magna) — вид горобцеподібних птахів родини шпакових (Sturnidae). Ендемік Індонезії. Раніше вважався конспецифічним з блискотливим шпаком-малюком.

## Опис
Довжина птаха становить 28-41 см, враховуючи довгий хвіст. Виду не притаманний статевий диморфізм. Забарвлення повністю чорне, з металево-блискучим зеленуватим відтінком. Забарвлення голови бронзове, пір'я на лобі щетинкоподібне. Дзьоб і лапи чорні, очі карі. У представників підвиду A. m. brevicauda оперення менш блискуче, а хвіст коротший.

## Підвиди
Виділяють два підвиди:
- A. m. magna (Schlegel, 1871) — острів Біак[en];
- A. m. brevicauda (van Oort, 1908) — острів Нумфор[en].

## Поширення і екологія
Довгохвості шпаки-малюки мешкають на островах Біак на північ від Нової Гвінеї. Вони живуть у вологих рівнинних і гірських тропічних лісах та в садах.